# Vayrīj
Vayrīj (persiska: وَريج, دَريج, ویريج, Varīj) är en ort i Iran.   Den ligger i provinsen Qom, i den centrala delen av landet, 160 km söder om huvudstaden Teheran. Vayrīj ligger 1 865 meter över havet och antalet invånare är 181.
Terrängen runt Vayrīj är lite bergig, och sluttar norrut. Runt Vayrīj är det ganska tätbefolkat, med 100 invånare per kvadratkilometer. Närmaste större samhälle är Kahak, 11,4 km norr om Vayrīj. Trakten runt Vayrīj består i huvudsak av gräsmarker.